# López de Micay
López de Micay est une municipalité située dans le département de Cauca, en Colombie.